# Jordi Bonareu i Bussot
Jordi Bonareu i Bussot   (Mataró, 16 de setembre de 1934) ha estat un jugador de bàsquet català de la dècada dels 50.

## Història
Amb 1,92 metres d'alçada jugava a la posició de pivot. Era dretà. Malgrat que només va jugar sis anys a bàsquet, ha passat a la història com un dels millors jugadors de bàsquetbol catalans (i per tant espanyols) de la seva època. La seva autèntica especialitat era el tir: els seus percentatges van estar sempre per sobre del 90% d'encert en totes les competicions.
Va jugar 17 partits amb la selecció de bàsquet d'Espanya, amb la qual va participar en els Jocs del Mediterrani de 1955. En aquests Jocs va anotar 46 de 48 tirs lliures llançats. A més, va tenir el rècord d'anotació d'Espanya en anotar 45 punts, davant Bèlgica el 12 de febrer de 1956, que no va ser superat fins a agost de 1990 per Jordi Villacampa. Actualment encara té el rècord d'anotació de la Selecció de bàsquet de Catalunya, a l'anotar 42 punts en un partit davant Castella.
El 1957, essent considerat el millor jugador d'Espanya va fitxar pel Reial Madrid, però la malaltia del seu pare li va obligar a tornar a Mataró. De retorn a Catalunya, Bonareu va fitxar pel Futbol Club Barcelona, al que, al costat de Nino Buscató, va portar a guanyar el doblet (Lliga i Copa d'Espanya).
El 1959 es va retirar del bàsquet actiu per a poder-se dedicar als negocis de l'empresa de la seva família. Després de 20 anys allunyat del bàsquet, va retornar en qualitat de directiu responsable de la secció de bàsquet del Futbol Club Barcelona la temporada 1979-1980, essent un dels artífex del ressorgir del bàsquet blau-grana. Va arribar al Barcelona poc després del fitxatge d'Antoni Serra com a entrenador i va promoure una renovació a fons de jugadors, donant protagonisme a joves com Nacho Solozábal, Epi o Sibilio. La següent temporada, amb Bonareu com responsable, el Barça va tornar a guanyar la lliga espanyola, 22 anys després, just des de l'última Lliga de Bonareu com a jugador. En finalitzar aquesta temporada, malgrat l'èxit, Bonareu va deixar la directiva per desavinences amb el president. Des de llavors no va tornar a relacionar-se amb el món del basquetbol.

## Trajectòria esportiva
- CE Mataró: 1953-1956
- FC Barcelona: 1956-1957 [Primera edició de la Liga Nacional Española, 4t golejador, 134 punts]
- CB Orillo Verde: 1957-1958 [Segona edició de la Liga Nacional Española, 2n anotador, 303 punts]
- FC Barcelona: 1958-1959

## Palmarès
- 1 Jocs del Mediterrani: 1955, amb la selecció espanyola.
- 1 Lliga espanyola: 1958-1959, amb el FC Barcelona.
- 1 Copa d'Espanya: 1958-1959, amb el FC Barcelona.